# عدنان الحمداني
عدنان حسين عباس الحمداني (1940-8 أغسطس 1979 م)، هو سياسي عراقي، انضم إلى حزب البعث عام 1959م ليطرد مع آخرين في عام 1961م بتهمة الإنتماء إلى الناصريين وبعد انقلاب شباط 1963، أعيد إلى الحزب وعُيِّن في هيئة التحقيق، أرسل مع آخرين إلى الأردن، حيث قدمه صدام حسين إلى رئيس الوزراء الفرنسي بأنه العقل المدبر للثورة الإقتصادية، حيث ذاع صيته ثم صدر بحقه حكم الإعدام مع 22 قياديًا بعثيًا في آب 1979م بتهمة التآمر حيث قُتِل في قاعة الخلد.

## بداياته
ولد عدنان حسين الحمداني في منطقة الكرادة ببغداد العام 1940م، وهو أصغر إخوته الأربعة، فشل في الدراسة في كلية بغداد وهي مدرسة ثانوية من المدارس المتميزة وفق النظام التعليمي الأميركي؛ مما اضطره للانتقال إلى المدارس العراقية ثم أكمل كلية الحقوق، وعلى إثر فشل محاولة اغتيال عبد الكريم قاسم في شارع الرشيد يوم 7/10/1959 ومحاولة هروب فؤاد الركابي مسؤول البعث آنذاك، ومن ثم فصله وآخرين من البعث بتهمة الارتماء بأحضان الناصريين كان عدنان من بين المفصولين، وبعد انقلاب 8 شباط 1963م وإسقاط نظام الزعيم عبد الكريم قاسم أعيد عدنان إلى الحزب وعين عضواً في هيئة التحقيق الخاصة في التحقيق مع المعتقلين نقل عدنان إلى وظيفة مدير ناحية سلمان باك (المدائن) حاليا لكنه لم تمر ثلاثة أشهر حتى استطاع عبد السلام محمد عارف في 18 تشرين الثاني 1963م من النجاح في طرد الحرس القومي والسيطرة على السلطة بشكل تام وطرد الحمداني من الوظيفة ليترك باختياره البعث.

## عائلته
ولد عدنان في السنة التي ذهبت فيها إلى المدرسة الابتدائية وسيبقى الفرق في العمر سبباً في الكثير من المناسبات الحسنة والمناسبة السيئة في حياته ونحن نرتبط بوشيجة قربى متينة، فوالدي خاله ووالده خالي وامي عمته وامه عمتي، ثم أصبح خال أولادي، لكن هذه القرابة لا ينبغي ان تفهم على انها سبب لوحدة اجتماعية أو نفسية أو حتى عائلية، فقد كان ما بيننا من فروق يجعل كل واحد منا وكأنه قادم من عشيرة أخرى وبلاداً أخرى وطبقة أخرى!.
وكان أشقاؤه الثلاثة الكبار وهو الأصغر سناً في عائلته قد انسحقوا تحت الوطأة البرجوازية، فأقاموا لهم برجاً خاصاً وطقوساً خاصة غريبة منهم لا يزورون أحداً من اقربائهم ولا يتحدثون بلهجة أهل لاسيما وقد ارسلوا لدراسة الهندسة في بريطانيا فاضاف ذلك بعداً آخر على بعدهم عن أهلهم،
أما عدنان فقد أرسله والده إلى ثانوية في بغداد خاضعة لبرامج التعليم الأمريكية، وقد انفردت به بعد سفر أشقائه الثلاثة إلى خارج العراق فكنت أحرضه على ترك تلك المدرسة المعقدة التقاليد الملعونة في معايير الوطنيين العراقيين فتمرد على والده مما اضطره إلى نقله إلى مدرسة حكومية قريبة من بيتهم في الكرادة الشرقية بغداد.
تلك كانت الخطوة الأولى والمهمة التي اتاحت لي اصطحابه معي إلى المكتبات القديمة والتجوال في سوق الكتب والاطلاع على الصحف اليومية وزيارة اعمامه واخواله خلافاً لرغبة اشقائه الذين عادوا إلى العراق في عام 1957م فذعروا لان شخصية شقيقهم الأصغر اخذت منحى اخر وهو يحب الشعر وهم يستنكفون منه!.
وهو يزور بيوت أخواله وخالاته وأعمامه وعماته وهم منقطعون عن أية رابطة لهم، فبدأوا من جديد لإعادة تأهيله ونجحوا إلى حد كبير؛ لكن ثورة 1958م وما تبعها من تطورات افسحت لعدنان في المجال لينتمي إلى حيث انتمى، وبسرعة قياسية أخذ يصعد درجات تنظيمية لم يكن مؤهلاً لها فاتصل بعد دخوله إلى كلية الحقوق بعدد من المعجبين بعبد الناصر وجمد من الحزب لخروجه على تعاليم ميشيل عفلق عام 1961م،
لكن أعيد إلى التنظيم في الايام الأولى من انقلاب 8 شباط 1963م واستلام الحزب للسلطة وكان قد تخرج من (الحقوق) فارسلته المنظمة للإشراف على التحقيق مع المعتقلين السياسيين في منزل قريب من منزلهم في الكرادة الشرقية.

## بعد انقلاب 17 تموز 1968
وبعد انقلاب 17 تموز 1968م أعيد إلى الحزب وفي هذا الصدد يتحدث القيادي البعثي جهاد كرم في كتابه: (بعثيون من العراق كما عرفتهم) حيث يقول: (تأخر عدنان حسين قياسا على موقف رفاقه بالعودة إلى الحزب، الذي سعت اللجنة المكلفة من قبل القيادة القومية لإعادة تشكيله، صرف معه بعض الجهد كي ينظم إلى الحزب من جديد وتوطدت العلاقة مع صدام منذ ذلك الوقت).. ويقول حسن العلوي في كتابه (العراق دولة المنظمة السرية): (وكامتحان ومقدمة لتصعيده ارسل عدنان الحمداني عضوا في القيادة القطرية المؤقتة التي شكلت في الأردن داخل معسكرات الجيش العراقي المرابط هناك) والتي تكونت من منيف الرزاز، وطالب صويلح، ورافع الهاشمي، ومحمد فاضل، وعلي عليان، وطه محمود السامرائي إضافة إلى عدنان الحمداني.
ويقول حسن العلوي: بحكم علاقة القرابة بيني وبين عدنان (حيث ان والدي خاله) ولكوني مسؤولاً عن توريطه بالعمل الحربي. كنت ألاحظ عدنان اثناء اجازة قصيرة يقضيها مع عائلته قادما من الأردن وهو شديد التوتر مرهقا تقرأ في اعماقه شعورا بالعذاب وكلما سألته عن مهمته قال: نحن في المستنقع الأردني 
نجح عدنان في مهمته في الأردن وبعد عودته إلى العراق بعد مجازر ايلول كافأه صدام فعين وزيرا للتخطيط والسكرتير العام لاتفاقيات النفط والمسؤول عن عقد صفقات تسويقه وكان صدام رئيسا لهذه اللجنة وكان عدنان الرجل الثاني بعد صدام في مجلس التخطيط ويعد أهم عضو في مجلس قيادة الثورة بعد صدام وقد اثبت جدارة في كل المسؤوليات التي اناطها صدام اليه وكذلك من خلال تعاطيه مباشرة مع الشركات الراغبة في الحصول على مشاريع في العراق مثل (منديس جونيور) و (بتروبرايز) و (انجازا) في البرازيل و (شل) و (بوي) في فرنسا وعشرات الشركات الكبيرة الأخرى وكان عدنان همه الوحيد رضا صدام عنه ولاشيء آخر سيكون مهما في حياته كما غدا نشاطه وسهره المتواصل وتنفيذ طلبات صدام الحصول على تقدير الأخير له!! وخلال زيارة صدام والوفد المرافق له فرنسا وصف صدام عدنان الحمداني وهو يقدمه إلى جاك شيراك رئيس الوزراء، آنذاك، بقوله: ((هذا هو عقل الحزب الاقتصادي واليد النزيهة التي تتحكم بوزارت النفط))، وفعلاً كان عدنان بحكم منصبه هو الذي يمنح القروض للدولة ويوقع على صفقات النفط الكبرى وتحت مخصصات مناهج الاستثمار.

## نهايته
بعد توقيع الميثاق الوحدوي مع سوريا في تموز 1978م عين عدنان نائبا لديوان رئاسة الجمهورية بدرجة نائب رئيس وزراء لمدة 48 ساعة، وكان قد زار دمشق مبعوثا عن الرئيس الجديد (صدام) بعد تنحية (البكر) ليبلغ الاسد بان مؤامرة ضد الرئيس الجديد اكتشفت وقد اعتقل المتورطون بها!! وعن لقاء عدنان الحمداني بالرئيس حافظ اسد ذكر مصطفى طلاس وزير الدفاع السوري في مذكراته: (وبعد ان استمع إلى مضمون رسالة صدام اليه التي نقلها الحمداني سأل الأخير: هل أنت مقتنع باننا في دمشق شاركنا في المؤامرة المزعومة؟ فرد الحمداني: (لادري، انا حامل رسالة وعلي توصيلها، فصمت الرئيس الاسد قليلا وقال: (انني اخشى عليك يارفيق عدنان) ابق بضعة أيام في دمشق وسترى العجب في العراق) ضحك الحمداني ساخرا من كلام الرئيس الاسد، قائلا: (ان مهمات كثيرة تنتظرني في بغداد انا عائد اليوم لان وظيفتي الحقيقية يا سيادة الرئيس هي رئيس وزراء).. فهل كانت المؤامرة واعتقال رفاق عدنان وإعدامهم فرصة ذهبية ليكون رئيسا للوزراء!.
المهم عاد عدنان الحمداني إلى بغداد فاستدعي لاجتماع مع صدام حسين ولم يعد إلى داره يقول صباح سلمان في كتابه (صدام حسين قائد وتاريخ) ان صدام بعد ان اصدر اوامره باعتقال أعضاء القيادة المتورطين في التآمر، كان كل من عدنان حسين الحمداني وغانم عبد الجليل، قبيل حضورهما جلسة القيادة المكرسة لهذا الغرض معتقلين في غرفتيهما في المجلس الوطني كان عدنان حسين في غرفة غانم عبد الجليل وكان غانم عبد الجليل في غرفة عدنان حسين، كان المتهمان يقبعان في الغرفتين اللتين قطعت اسلاك الهاتف عنهما… ويقول القيادي البعثي جهاد كرم:(انتخبا عدنان الحمداني وغانم عبد الجليل في الوقت ذاته في القيادة القطرية وكلاهما كانا يتطلعان إلى (صدام) عندما تجري المناقشة في الاجتماعات ويتم التصويب إلى القرارات) ويضيف كرم قائلاً: (لقد اختلف الأمر صباح ذلك اليوم المشؤوم الذي جرت فيه مناقشة موضوع استقالة أحمد حسن البكر من منصب رئاستي الجمهورية والحزب؟.. مذهل صدام … وانتابه إحساس سابق بأن شيئاً ما بعد العلاقة، وكانت التقارير تصله بانهما تغيرا تجاهه، ولكنه لم يصدق ولم يقطع الشك باليقين الا ساعة المواجهة في مقر القيادة.. لا أحد يدري ماكان يجول في ذهنه تلك الساعة، وان علم ليس في امكانه ان يعبر عنه).
ويصف تايه عبد الكريم ما دار بعد احضار عدنان الحمداني إلى اجتماع القيادة حيث يقول: (حضر عدنان الحمداني واحد أعضاء القيادة الاخرين واستدعاهم صدام، وقال: يا رجال سترون المتآمرين، وقال: (صيح للمتآمرين)، وقال: هؤلاء المتآمرون والله سأجعل من رؤوسكم (نفاضات) للسكائر ولم يتحدثوا ويردون عليه وما بقي إلا دقائق فصاحوهم وكان عليهم علامات الإرهاق والتعب وقد يكون مارس فيهم بعض أنواع التعذيب النفسي أو الجسدي.
يقول القيادي في البعث وسفير العراق بالهند يقول جهاد كرم (لا أكاد اصدق، وبرغم كل هذه السنين، مازلت اشعر بالألم كلما فكرت في هذا الأمر وخصوص انه لا يقين عندي لأعرف الحيثيات كي ارتاح فقد ذهب الاثنان –أي عدنان وغانم– واخذ سرهما معهما وظلت حقيقة ما جرى محصورة بصدام واللجان التحقيقية في المخابرات: هرعت إلى بغداد حال سماعي الخبر وبالرغم من فظاعة الأمر وعدم تصديقه سمعت أسبابا من الممكن ان تنسجم مع المنطق وهي:
1. تغليب الرأي السياسي على الموقع الاقتصادي وقناعة (عدنان) بأهمية استمرار (البكر) لفترة أطول في القيادة.
2. إيمانه بأهمية الوحدة بين العراق وسوريا ولو أدى ذلك إلى التخلص من صدام.
3. إدراكه بان (صدام) ماض بحرب مع إيران التي ستؤدي بالعراق إلى المخاطر والاستنزاف.

المثل مثل هذه الأسباب لا تقنع أي شخص فالحمداني كما أوضحنا هو الذي سلم حافظ الأسد رسالة صدام التي تكشف فيها المؤامرة، ورفض الحمداني بالبقاء في دمشق بناء على طلب الأسد ورد عليه: بأنه ينتظرني منصب رئيس الوزراء!!
يقول جهاد كرم: (القيادي في حزب البعث) لا اكاد اصدق وبرغم كل هذه السنين مازلت اشعر بالالم كلما فكرت في هذا الامر وخصوصا انه لا يقين عندي ولا اعرف الحيثيات كي ارتاح فقد ذهب الاثنان (أي عدنان الحمداني وغانم عبد الجليل) وأخذا معهما سرهما وظلت حقيقة ما جرى محصورة بصدام واللجان التحقيقية في المخابرات العراقية.